# CFML
CFML es un lenguaje para el desarrollo web que funciona dentro de la JVM. Existen implementaciones comerciales como Adobe ColdFusion, así como de código abierto como Lucee.
Es un lenguaje de script basado en etiquetas que soporta la creación de páginas web dinámicas y acceso a base de datos en un entorno de servidor. En el lenguaje, las etiquetas ColdFusion son incrustadas en documentos HTML.
Los archivos creados con CFML tienen la extensión .cfm.
El acrónimo viene de  ColdFusion Markup Language
- Datos: Q2524362